# Iceberg Sofia
Iceberg Sofia byl hokejový klub v Sofii, který byl účastníkem Bulharské hokejové ligy. Klub byl založen roku 2001. Jeho domovským stadionem byl Zimní stadion sportů.